# Čemšenik
Čemšenik este o localitate din comuna Zagorje ob Savi, Slovenia, cu o populație de 223 de locuitori.